# 卡里卡里湖
19°36′S 65°43′W / 19.600°S 65.717°W

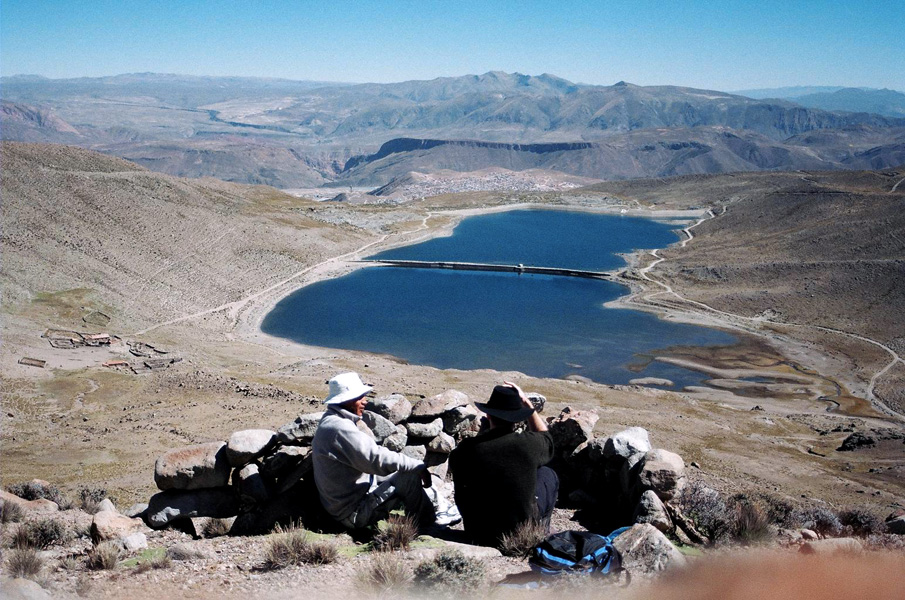

卡里卡里湖（Khari Khari Lakes），是玻利維亞的湖泊，位於該國南部波托西省，處於波托西以東8公里的波托西山脈地區，由兩座相連的人工湖泊組成。